# Phlyctenanthus
Phlyctenanthus är ett släkte av koralldjur. Phlyctenanthus ingår i familjen Actiniidae.
Kladogram enligt Catalogue of Life:
| Phlyctenanthus | \| \| Phlyctenanthus australis \| \| \| \| \| \| Phlyctenanthus regularis \| \| \| \| |
|                | \| \| Phlyctenanthus australis \| \| \| \| \| \| Phlyctenanthus regularis \| \| \| \| |
|                | Phlyctenanthus australis                                                              |
|                |                                                                                       |
|                | Phlyctenanthus regularis                                                              |
|                |                                                                                       |